# Departamento Cafayate
Das Departamento Cafayate liegt im Süden der Provinz Salta im Nordwesten Argentiniens und ist eine von 23 Verwaltungseinheiten der Provinz.
Es grenzt im Norden an die Departamentos San Carlos und La Viña, im Osten an das Departamento Guachipas und im Osten und Süden an die Provinzen Tucumán und Catamarca.
Die Hauptstadt des Departamento ist das gleichnamige Cafayate.

## Städte und Gemeinden
Einzige Gemeinde des Departamento Cafayate ist das gleichnamige Cafayate, das als Gemeinde zweiter Kategorie eingestuft ist. Weitere Siedlungen sind Tolombón und Yacochuya.

## Geographie
Im Departamento Cafayate vereinigen sich die Flüsse Río Calchaquí und Río Santa María zum Río de las Conchas, der nach Norden fließt und in den Stausee Embalse de Cabra Corral mündet.

## Tourismus
Das Departamento Cafayate ist bekannt als Weinanbaugebiet dessen Spezialität der Ausbau der Torrontés-Riojano-Traube ist. Die Bodegas in Cafayate sind ein bevorzugtes Ausflugsziel der Touristen. Siehe hierzu auch den Artikel Weinbau in Argentinien.